# Glaucocharis reniella
Glaucocharis reniella là một loài bướm đêm trong họ Crambidae.